# Зеда Ілемі
Зеда Ілемі (груз. ზედა ილემი) — село в Грузії.
За даними перепису населення 2014 року в селі проживає 307 осіб.